# Хиндустанцы
Хиндуста́нцы (хиндави) (хинди हिंदुस्तानी) — индоарийский народ Индии, говорящий на наречиях языка хинди (кхари-боли, харьяни, брадж, канауджи, бундели, авадхи, багхели, чхаттисгархи, раджастхани, бихари, пахари, бхили), общей численностью более 500 млн человек. Религиозная принадлежность верующих: индусы. Это самый многочисленный народ Индии. Основными регионами его расселения являются штаты Уттар-Прадеш, Мадхья-Прадеш, север Раджастхана, Бихар, управляемая из центра территория Дели и часть штата Пенджаб. Основное занятие хиндустанцев — сельское хозяйство (пшеница, рис, хлопок, сахарный тростник). В последние годы быстро развивается промышленность, растёт рабочий класс (Бихар, Мадхья-Прадеш).
Язык хиндустанцев сильно расчленён на диалекты и имеет две литературные формы — хинди и урду. Грамматика и основной словарный фонд их едины, но хинди пользуется шрифтом деванагари, а урду — арабским письмом. На этом языке имеется богатая литература. Древнейшими центрами культуры их являются города Дели, Лакхнау, Агра, Аллахабад, Варанаси. Хиндустанцы принимали активное участие в национально-освободительном движении Индии, из их среды вышел целый ряд выдающихся деятелей Индии.

## Основные страны расселения
- Индия
- Непал
- Пакистан
- Бангладеш

## Родственные народы
- Дравиды[3].
- Цыгане — принято считать, что цыгане имеют смешанное этническое происхождение, однако, некоторые ученые обращают внимание на факт их кровного родства, внешнего и языкового сходства с хиндустанцами[4] .

## Хиндустанские аскеты
Как среди брахманов, так и среди буддистов в Индии распространена практика аскетизма. Однако получение подобного духовного просветления и роста возможно благодаря не только аскетическому образу жизни, но и ряду обрядов, а также шести признанным индусами школам философии (миманса, веданта, йога, санкхья, ньяя, вайшешика).